# Sant Pere Màrtir de Peracamps
Sant Pere Màrtir de Peracamps és l'església parroquial de Peracamps, al municipi de Llobera (Solsonès), inclosa en l'Inventari del Patrimoni Arquitectònic de Catalunya.

## Descripció
És de planta rectangular amb absis. El terra és de mosaic i les parets estan enguixades, així com la volta. Tot l'edifici està fet de materials moderns, ciment, pedra, totxo. Hi ha un cor i també una sagristia al fons de la nau a mà dreta de l'altar. A l'exterior, a la dreta de l'entrada hi ha un campanar rectangular amb sostre de quatre vessants. Té quatre obertures dovellades amb un arc de mig punt. A l'esquerra de l'entrada hi ha un edifici hexagonal adossat al temple. Hi ha una obertura adovellada a cadascuna de les cares d'aquest edifici adossat. Són també obertures adovellades i d'arc de mig punt.
L'entrada de l'església presenta un porxo amb coberta de dos vessants i arcada de mig punt. La gran majoria d'arcades de mig punt d'aquest edifici estan fetes amb totxo.
Al seu interior conserva el Retaule major de Sant Martí, procedent de la parròquia de Llanera. S'ha perdut el pedestal i la predel·la però la resta és en bon estat de conservació. El realitzà Joan Grau entorn de l'any 1651.

## Història
El 1896 el bisbe Ramon Riu i Cabanes creà una nova parròquia al voltant de Sant Pere Màrtir de Peracamps (antigament Santa Maria). Aquesta nova parròquia va tenir pocs anys de vida, primerament per causa de la guerra del 1936 i després perquè l'entorn de Peracamps, vers als anys 40, no tenia gaires masies. El bisbe doctor Valentí Comellas i els propietaris, després d'algunes discussions, acordaren fer una nova església prop de la carretera de Solsona a Torà, on s'hi edificà alguna casa nova prop del Vell Hostal Nou. Era rector Mn. Àngel Viladrich. La raó del canvi, doncs, fou la destrucció de l'antiga església, les millors condicions d'accés per a la majoria de feligresos i la comoditat del rector, el fet d'estar al costat de l'Escola Nacional.
Els plànols de la nova església i la casa rectoral són de l'arquitecte diocesà Isidre Puig i Boada. Es va presentar a Madrid a la "Junta Nacional de Reconstrucción de templos Parroquiales" per tal d'obtenir una subvenció, que acabà sent de 80.000 ptes. El terreny fou cedit gratuïtament per Domènec Roure i Riu, de la casa Palet. També el propietari de davant l'església es comprometé a no edificar-hi al davant. Les obres, iniciades l'octubre de 1943, s'acabaren el mateix mes de 1945.
L'any 1973 s'hi instal·là el retaule de Sant Martí.